# Sobra
Sobra je glavna trajektna luka na otoku Mljet. Trajekti iz nje plujejo do zaliva Prapratno na polotoku Pelješcu. Sobra je dala oznako za registracijo čolnov (SR) na celotnem otoku Mljet.
Sobra je, odkar tu pristajajo trajekti, najpomembnejše naselje na Mljetu. V kraju stalo živi 150 prebivalcev. Naselje leži na severni obali otoka in je s cesto povezano z vsemi večjimi kraji na otoku. Sobra je stalno naseljena šele od 2. polovice 19. stoletja, zato starih hiš takorekoč ni, nove pa so zgrajene predvsem za turistične namene.
V zaledju Sobre se pod Blatsko goro (388 mnm) razprostira močvirje Blatna, kjer gojijo jegulje. Nedaleč stran je izvir Omani, od koder je napeljan otočni vodovod.
V kraju je možno pristajati v trajektnem pristanišču (če ni zasedeno), kjer je globina morja 3,5 m. Za turistične namene je zahodno od trajektnega pristanišča, pod restavracijo Mungo, manjše pristanišče, ki je odprto severnim vetrovom. Morje je tu globoko od 1,5 do 4 m. Severno od restavracije Mungo se v zalivu Klačna razprostira vzgajališče školjk.
Iz pomorske karte je razvidno, da svetilnik, ki stoji v trajektnem pristanišču, oddaja svetlobni signal: R Bl 3s. Nazivni domet svetilnika je 3 milje.

## Demografija
| Pregled števila prebivalcev po letih | Pregled števila prebivalcev po letih | Pregled števila prebivalcev po letih | Pregled števila prebivalcev po letih | Pregled števila prebivalcev po letih | Pregled števila prebivalcev po letih | Pregled števila prebivalcev po letih | Pregled števila prebivalcev po letih | Pregled števila prebivalcev po letih | Pregled števila prebivalcev po letih | Pregled števila prebivalcev po letih | Pregled števila prebivalcev po letih | Pregled števila prebivalcev po letih | Pregled števila prebivalcev po letih | Pregled števila prebivalcev po letih |
| ------------------------------------ | ------------------------------------ | ------------------------------------ | ------------------------------------ | ------------------------------------ | ------------------------------------ | ------------------------------------ | ------------------------------------ | ------------------------------------ | ------------------------------------ | ------------------------------------ | ------------------------------------ | ------------------------------------ | ------------------------------------ | ------------------------------------ |
| 1857                                 | 1869                                 | 1880                                 | 1890                                 | 1900                                 | 1910                                 | 1921                                 | 1931                                 | 1948                                 | 1953                                 | 1961                                 | 1971                                 | 1981                                 | 1991                                 | 2001                                 |
| 0                                    | 0                                    | 0                                    | 6                                    | 9                                    | 12                                   | 0                                    | 0                                    | 16                                   | 27                                   | 28                                   | 28                                   | 19                                   | 68                                   | 102                                  |